# Рајхенбах ан дер Филс
Рајхенбах ан дер Филс (њем. Reichenbach an der Fils) општина је у њемачкој савезној држави Баден-Виртемберг. Једно је од 44 општинска средишта округа Еслинген. Према процјени из 2010. у општини је живјело 7.878 становника. Посједује регионалну шифру (AGS) 8116058.

## Географски и демографски подаци
Рајхенбах ан дер Филс се налази у савезној држави Баден-Виртемберг у округу Еслинген. Општина се налази на надморској висини од 276 метара. Површина општине износи 7,4 km². У самом мјесту је, према процјени из 2010. године, живјело 7.878 становника. Просјечна густина становништва износи 1.060 становника/km².

## Међународна сарадња
| Мјесто | Држава    | Врста сарадње | Од    |
| ------ | --------- | ------------- | ----- |
|        | Француска | партнерство   | 1988. |
| Извор  |           |               |       |